# Clay (Alabama)
Clay is een plaats (census-designated place) in de Amerikaanse staat Alabama, en valt bestuurlijk gezien onder Jefferson County.

## Demografie
Bij de volkstelling in 2000 werd het aantal inwoners vastgesteld op 4947.

## Geografie
Volgens het United States Census Bureau beslaat de plaats een oppervlakte van
26,8 km², waarvan 26,7 km² land en 0,1 km² water.

## Plaatsen in de nabije omgeving
De onderstaande figuur toont de plaatsen in een straal van 16 km rond Clay.

## Geboren
- Clayne Crawford (20 april 1978), acteur, filmregisseur en filmproducent